# SOCKS
SOCKS는 서버-클라이언트 간의 TCP나 UDP 통신을 프록시 서버를 거쳐 진행하도록 해 주는 프로토콜이다.
SOCKS는 버전 4a와 5가 널리 사용되고 있으며, 버전 5는 RFC 1928에 정의되어 있다.

## 역사
이 프로토콜은 MIPS 컴퓨터 시스템즈의 시스템 관리자였던 데이비드 코블라스(David Koblas)에 의해 개발, 설계되었다. MIPS가 1992년 실리콘 그래픽스에 인수되면서 코블라스는 당해에 Usenix Security Symposium에서 SOCKS의 논문을 발표하면서 SOCKS를 공개하였다.

## 프로토콜
- SOCKS4
- SOCKS4a
- SOCKS5